# Castillo de Olvera
Castillo de Olvera är ett slott i Spanien.   Det ligger i provinsen Provincia de Cádiz och regionen Andalusien, i den södra delen av landet, 400 km söder om huvudstaden Madrid. Castillo de Olvera ligger 600 meter över havet.
Terrängen runt Castillo de Olvera är huvudsakligen kuperad, men åt nordväst är den platt.Runt Castillo de Olvera är det ganska tätbefolkat, med 54 invånare per kvadratkilometer. Närmaste större samhälle är Olvera, 0,17 km söder om Castillo de Olvera. Trakten runt Castillo de Olvera består till största delen av jordbruksmark.